# Гість (мультфільм, 1975)
«Гість» (рос. «Гость») — радянський анімаційний мультфільм 1975 року студії Грузія-фільм, режисер — Отар Андронікашвілі.

## Сюжет
Японець прилетів на літаку до Грузії, і між грузинами виникла сварка за те, кому японці дістаються. Японець ходить до перших грузинських чоловіків, де п'ють вино, їдять свинину і танцюють. Другий візит, куди японці потрапили через силу, - це те, де чоловіки балансують посуд головою та грають у музичну шкатулку. Японець повернувся в літак, лише побачивши шматки м'яса в кишенях костюма. Пізніше він дізнається, що грузини все ще хочуть його.

## Над фільмом працювали
- Автор сценарію: Нодар Геладзе;
- Режисер-постановник: Отар Андронікашвілі;
- Головний художник: Джемал Лолуа;
- Композитор: Нодар Габунія;
- Художник-постановник: Марія Дзаганія;
- Оператор: Любов Кваліашвілі;
- Звукооператор: Гаррі Кунцов;
- Мультиплікатори: Авенір Хусківадзе, Альберт Нерсесов, Кукурі Джебашвілі, Віталій Григорян;
- Асистенти: Нелі Чахалян, Ліра Датунашвілі, Лалі Меладзе, Гульмара Марташвілі, Ціра Кенчіашвілі;
- Монтаж: Додо Фрідонова;
- Редактор: Олександр Манцкава.